# 西福寺 (朝霞市)
西福寺（さいふくじ）は、埼玉県朝霞市にある真言宗智山派の寺院。

## 歴史
江戸時代初期、権大僧都香奈によって開山された。当寺の本尊について、江戸時代後期の地誌『新編武蔵風土記稿』では阿弥陀如来、寺院明細帳では釈迦如来となっている。なお、現在は別名が「観音堂」であることからも分かるように、観世音菩薩が本尊となっている。本来は近くの下内間木氷川神社の隣に位置していたが、洪水で流されてしまい、現在地に元々あった「観音堂」に什器を移したのだという。
武蔵国足立郡内谷村（現・埼玉県さいたま市南区内谷）の一乗院の末寺であり、2023年（令和5年）現在も一乗院が管理している。昭和後期頃までは「留守居」と呼ばれる管理人が常駐していたが、現在はいない。境内や墓地等の清掃は地元住民が行っている。

## 交通アクセス
- 路線バス新盛橋停留所より徒歩14分。